# Tricyrtis viridula
Tricyrtis viridula är en liljeväxtart som beskrevs av Hir.Takah.bis. Tricyrtis viridula ingår i släktet skuggliljor, och familjen liljeväxter. Inga underarter finns listade.